# محاصره ناموون
محاصره ناموون (انگلیسی: Siege of Namwon) یکی از نبردها بود که در خلال تهاجم ژاپن به کره (۱۵۹۸–۱۵۹۲) بین نیروهای ژاپن و کره درگرفت.